# Bourguignons (Honderdjarige Oorlog)
De Bourguignons waren tijdens de Honderdjarige Oorlog de aanhangers van de Bourgondische hertogen (in het bijzonder in Frankrijk tussen 1404 en 1435); hun tegenstanders waren de Armagnacs, de aanhangers van de dauphins.
Deze partij ontstond toen Filips de Stoute hertog van Bourgondië was. De burgeroorlog tussen Armagnacs en Bourguignons teisterde Frankrijk gedurende de krankzinnigheid van Karel VI van Frankrijk. Ze is ontstaan door de twisten in de regentschapsraad tussen de hertogen van Bourgondië en de hertogen van Orléans.
Nadat Jan zonder Vrees in 1407 de hertog van Orléans en broer van de Franse koning, Lodewijk I van Orléans, had laten ombrengen, nam Bernard VII van Armagnac de wapens op om Lodewijk te wreken. Hij wist ook de dauphin, de latere Karel VII van Frankrijk, aan zijn kant te krijgen.
De Armagnacs waren spoedig meester van Parijs, maar maakten zich er door hun afpersingen en geweldplegingen gehaat. De Bourguignons maakten zich in 1418, geholpen door de Cabochiens en de Chaperons blancs, op hun beurt meester van Parijs en lieten de Armagnacs op vreselijke wijze boeten.
Toen de dauphin in het daaropvolgende jaar (1419) instemde met de moord op Jan zonder Vrees, betuigde Filips de Goede, de zoon van Jan, zijn steun aan de Engelsen in het Verdrag van Troyes (1420). Dit werd nog eens bevestigd in het Verdrag van Amiens (1423).
Het conflict zou pas met de Vrede van Atrecht (1435) worden bijgelegd.

## Referentie
- art. Bourguignons (Partij der), in S. de Bruin, Geographisch-historisch woordenboek. Deel 1: A-G, Leiden, 1869, p. 557.